# Сага о Хромунде Хромом
«Сага о Хромунде Хромом» или «Прядь о Хромунде Хромом» (исл. Hrómundar þáttr halta) — произведение средневековой исландской литературы, которое разные исследователи причисляют к сагам об исландцах или прядям об исландцах. Текст сохранился в составе «Книги с Плоского острова», следы ранней редакции специалисты находят в «Книге о заселении Исландии». При этом по содержанию «Сага о Хромунде Хромом» примыкает к «Саге о Людях из Озёрной долины».
Действие саги/пряди происходит в конце X века. Один из исландских бондов, Хромунд сын Эйвинда, вступает в противоборство с группой норвежцев, остановившихся на зимовку на соседнем хуторе, и погибает в схватке вместе с одним из сыновей, Торбьёрном Гремушкой. Рассказчик опирался на устную традицию Западной Исландии, и основой письменного текста, по-видимому, стали висы, сложенные главными героями. Исследователи отмечают искусство, с которым рассказана сага, динамичность сюжета и строгость изложения.